# Olympische Winterspiele 2022/Nordische Kombination – Team Großschanze/4 × 5 km
Der Teamwettkampf Großschanze/4 × 5 km in der Nordischen Kombination bei den Olympischen Winterspielen 2022 fand am 17. Februar statt. Das Skispringen wurde im Snow Ruyi National Ski Jumping Centre und der Skilanglauf im Nordischen Ski- und Biathlonzentrum Guyangshu ausgetragen.

## Ergebnisse

### Skispringen
17. Februar 2022, 16:00 Uhr (Ortszeit), 9:00 Uhr (MEZ)
Hillsize: 140 m; K-Punkt: 125 m
| Rang | #                      | Nation                                                                       | Weite (m)               | Punkte                        | Defizit (min) |
| ---- | ---------------------- | ---------------------------------------------------------------------------- | ----------------------- | ----------------------------- | ------------- |
| 1    | 8 8–1 8–2 8–3 8–4      | Österreich Martin Fritz Johannes Lamparter Lukas Greiderer Franz-Josef Rehrl | 121,0 140,0 130,0 141,0 | 475,4 101,2 125,5 121,2 127,5 |               |
| 2    | 9 9–1 9–2 9–3 9–4      | Norwegen Jørgen Graabak Jens Lurås Oftebro Espen Bjørnstad Espen Andersen    | 125,5 131,0 133,5       | 469,4 112,7 114,6 122,4 119,7 | +0:08         |
| 3    | 10 10–1 10–2 10–3 10–4 | Deutschland Manuel Faißt Eric Frenzel Vinzenz Geiger Julian Schmid           | 128,5 132,0 133,0 131,5 | 467,0 117,1 108,8 115,6 125,5 | +0:11         |
| 4    | 7 7–1 7–2 7–3 7–4      | Japan Akito Watabe Yoshito Watabe Hideaki Nagai Ryōta Yamamoto               | 125,0 133,5 128,5 135,0 | 466,6 109,1 124,5 111,6 121,4 | +0:12         |
| 5    | 4 4–1 4–2 4–3 4–4      | Frankreich Mattéo Baud Gaël Blondeau Antoine Gérard Laurent Muhlethaler      | 130,0 111,0 125,5 127,0 | 410,0 114,9 81,4 103,2 110,5  | +1:27         |
| 6    | 2 2–1 2–2 2–3 2–4      | Tschechien Ondřej Pažout Jan Vytrval Lukáš Daněk Tomáš Portyk                | 127,5 120,5 122,0 123,5 | 403,7 105,7 101,2 97,1 99,7   | +1:36         |
| 7    | 5 5–1 5–2 5–3 5–4      | Vereinigte Staaten Jasper Good Taylor Fletcher Jared Shumate Ben Loomis      | 114,5 113,0 128,0 129,0 | 387,1 80,9 85,0 108,1 113,1   | +1:58         |
| 8    | 6 6–1 6–2 6–3 6–4      | Finnland Ilkka Herola Arttu Mäkiaho Perttu Reponen Eero Hirvonen             | 118,0 116,5 123,0 123,5 | 385,1 94,7 87,6 98,7 104,1    | +2:00         |
| 9    | 3 3–1 3–2 3–3 3–4      | Italien Samuel Costa Alessandro Pittin Iacopo Bortolas Raffaele Buzzi        | 110,5 104,5 116,0 124,0 | 320,1 72,2 64,3 86,4 97,2     | +3:27         |
| 10   | 1 1–1 1–2 1–3 1–4      | China Zhao Zihe Zhao Jiawen Guo Yuhao Fan Haibin                             | 98,0 93,5 81,5 106,5    | 184,7 54,6 47,8 16,0 66,3     | +6:28         |

### 4 × 5 km Skilanglauf
17. Februar 2022, 19:00 Uhr (Ortszeit), 12:00 Uhr (MEZ)
Höhendifferenz: 46 m; Maximalanstieg: 26 m; Totalanstieg: 704 m
| Rang | #                 | Nation                                                                       | Defizit beim Start (min) | Laufzeiten (min)                        | Rang | Defizit im Ziel (min) |
| ---- | ----------------- | ---------------------------------------------------------------------------- | ------------------------ | --------------------------------------- | ---- | --------------------- |
| 1    | 2 2–1 2–2 2–3 2–4 | Norwegen Espen Bjørnstad Espen Andersen Jens Lurås Oftebro Jørgen Graabak    | +0:08                    | 50:37,1 12:52,3 12:34,2 12:19,5 12:51,1 | 1    |                       |
| 2    | 3 3–1 3–2 3–3 3–4 | Deutschland Manuel Faißt Julian Schmid Eric Frenzel Vinzenz Geiger           | +0:11                    | 51:29,0 12:44,7 12:41,7 12:53,5 13:09,1 | 5    | +0:54,9               |
| 3    | 4 4–1 4–2 4–3 4–4 | Japan Yoshito Watabe Hideaki Nagai Akito Watabe Ryōta Yamamoto               | +0:12                    | 51:28,3 12:44,0 12:41,8 12:26,6 13:35,9 | 4    | +0:55,2               |
| 4    | 1 1–1 1–2 1–3 1–4 | Österreich Franz-Josef Rehrl Johannes Lamparter Lukas Greiderer Martin Fritz | 0:00                     | 51:44,7 12:56,6 12:36,6 12:31,6 13:39,9 | 8    | +0:59,6               |
| 5    | 5 5–1 5–2 5–3 5–4 | Frankreich Gaël Blondeau Mattéo Baud Antoine Gérard Laurent Muhlethaler      | +1:27                    | 51:33,1 12:46,5 12:53,2 12:40,3 13:13,1 | 6    | +2:15,0               |
| 6    | 7 7–1 7–2 7–3 7–4 | Vereinigte Staaten Taylor Fletcher Ben Loomis Jasper Good Jared Shumate      | +1:58                    | 51:09,1 12:16,3 12:52,3 13:07,4 12:53,1 | 2    | +2:22,0               |
| 7    | 6 6–1 6–2 6–3 6–4 | Tschechien Tomáš Portyk Jan Vytrval Ondřej Pažout Lukáš Daněk                | +1:36                    | 51:34,6 12:59,9 12:39,1 13:04,2 12:51,4 | 7    | +2:25,5               |
| 8    | 8 8–1 8–2 8–3 8–4 | Finnland Ilkka Herola Arttu Mäkiaho Eero Hirvonen Perttu Reponen             | +2:00                    | 51:24,1 12:35,5 12:51,3 12:41,2 13:16,1 | 3    | +2:39,0               |
| 9    | 9 9–1 9–2 9–3 9–4 | Italien Iacopo Bortolas Samuel Costa Raffaele Buzzi Alessandro Pittin        | +3:27                    | 53:40,0 14:00,6 13:07,4 13:13,1 13:18,9 | 9    | +6:21,9               |
| 10   | 1 1–1 1–2 1–3 1–4 | China Zhao Jiawen Guo Yuhao Zhao Zihe Fan Haibin                             | +6:28                    | 58:07,1 13:53,2 13:42,7 14:23,0 16:08,2 | 10   | +13:50,0              |

Anmerkung: Die Mannschaften aus Italien und China starteten den Langlauf im Wellenstart nach 2:20 min. Der entsprechende Rückstand wurde dann im Ziel für das Gesamtergebnis hinzuaddiert.